# Municipio de Oceola
El municipio de Oceola (en inglés: Oceola Township) es un municipio ubicado en el condado de Livingston en el estado estadounidense de Míchigan. En el año 2010 tenía una población de 11936 habitantes y una densidad poblacional de 125,38 personas por km².

## Geografía
El municipio de Oceola se encuentra ubicado en las coordenadas 42°39′6″N 83°51′40″O / 42.65167, -83.86111. Según la Oficina del Censo de los Estados Unidos, el municipio tiene una superficie total de 95.2 km², de la cual 93.55 km² corresponden a tierra firme y (1.73%) 1.65 km² es agua.

## Demografía
Según el censo de 2010, había 11936 personas residiendo en el municipio de Oceola. La densidad de población era de 125,38 hab./km². De los 11936 habitantes, el municipio de Oceola estaba compuesto por el 96.68% blancos, el 0.4% eran afroamericanos, el 0.35% eran amerindios, el 0.88% eran asiáticos, el 0.05% eran isleños del Pacífico, el 0.19% eran de otras razas y el 1.44% pertenecían a dos o más razas. Del total de la población el 1.91% eran hispanos o latinos de cualquier raza.